# Comuna de Ogrodzieniec
Ogrodzieniec (polaco: Gmina Ogrodzieniec) é uma gminy (comuna) na Polónia, na voivodia de Santa Cruz e no condado de Zawierciański. A sede do condado é a cidade de Ogrodzieniec.
De acordo com os censos de 2004, a comuna tem 9563 habitantes, com uma densidade 111,6 hab/km².

## Área
Estende-se por uma área de 85,69 km², incluindo:
- área agricola: 46%
- área florestal: 44%

## Demografia
Dados de 30 de Junho 2004:
|                      | Total   | Total | Mulheres | Mulheres | Homens  | Homens |
| -------------------- | ------- | ----- | -------- | -------- | ------- | ------ |
|                      | pessoas | %     | pessoas  | %        | pessoas | %      |
| População            | 9563    | 100   | 4914     | 51,4     | 4649    | 48,6   |
| Densidade (pop./km²) | 111,6   | 100   | 57,3     | 57,3     | 54,3    | 54,3   |

De acordo com dados de 2002, o rendimento médio per capita ascendia a 1079,51 zł.

## Subdivisões
- Fugasówka-Markowizna, Giebło, Giebło-Kolonia, Gulzów, Kiełkowice, Mokrus, Podzamcze, Ryczów, Ryczów-Kolonia, Żelazko-Śrubarnia.

## Comunas vizinhas
- Klucze, Kroczyce, Łazy, Pilica, Zawiercie